# Saint-François-Xavier-de-Brompton
Pour les articles homonymes, voir Saint-François-Xavier et Brompton (homonymie).
Saint-François-Xavier-de-Brompton est une municipalité dans la municipalité régionale de comté du Val-Saint-François au Québec (Canada), située dans la région administrative de l'Estrie.

## Typonymie
Elle est nommée en l'honneur de François-Xavier Morin, premier colon canadien-français et catholique.
Saint-François-Xavier-de-Brompton est aussi reconnu pour l'ampleur et la qualité de ses festivités de la fête nationale du Québec, les 23 et 24 juin.

## Histoire
En 1940, se construit un aéroport d’entraînement de base pour pilotes (pour no 4 Elementary Flying Training School) faisait partie du Plan d’entraînement du Commonwealth britannique. Il fut fermé en août 1944. Aujourd’hui, il n’en reste presque rien.
Le 16 novembre 2013 la municipalité de la paroisse de Saint-François-Xavier-de-Brompton change son statut pour celui de municipalité.

## Géographie
La rivière Saint-François délimite la partie nord-est de la municipalité.

## Démographie
| 1991  | 1996  | 2001  | 2006  | 2011  | 2016  | 2021  |
| ----- | ----- | ----- | ----- | ----- | ----- | ----- |
| 1 834 | 2 008 | 2 001 | 2 018 | 2 101 | 2 273 | 2 469 |

## Administration
Les élections municipales se font en bloc et suivant un découpage de six districts.
| Saint-François-Xavier-de-Brompton Maires depuis 2005                                                                 |                |         |          |
| Élection | Maire          | Qualité | Résultat |
| 2005 | Daniel Morin   |         | Voir     |
| 2009 | Claude Sylvain |         | Voir     |
| 2013 | Claude Sylvain | Voir    |          |
| 2017 | Gérard Messier |         | Voir     |
| 2021 | Adam Rousseau  |         | Voir     |
| Élection partielle en italique Depuis 2005, les élections sont simultanées dans toutes les municipalités québécoises |                |         |          |

## Environnement
Ce petit village possède un lac faisant partie des lacs les plus pollués en Estrie : le Petit lac Saint-François. Ce lac est toutefois prisé pour la diversité et la quantité des oiseaux qui s'y rassemblent. L'Association pour la protection du lac St-François (Tomcod) a entrepris la réhabilitation de son lac en collaboration étroite avec la compagnie Blue Leaf ainsi que le COGESAF.